# عزیزآباد (تنکابن)
عزیزآباد، روستایی است از توابع بخش خرم‌آباد شهرستان تنکابن در استان مازندران کشور ایران

## جمعیت
این روستا در دهستان بلده شرقی قرار دارد و بر اساس سرشماری مرکز آمار ایران در سال ۱۳۹۵، جمعیت آن ۸۷۰ نفر (۲۷۵ خانوار) بوده‌است.